# Lochmaeocles nigritarsus
Lochmaeocles nigritarsus là một loài bọ cánh cứng trong họ Cerambycidae.